# Albion (Schiff, 1901)
Die Albion, auch HMS Albion, war ein Schlachtschiff (Einheitslinienschiff) der Canopus-Klasse, das in den 1890er-Jahren für die britische Marine gebaut wurde.

## Geschichte
Die Albion wurde am 3. Dezember 1896 von den Thames Iron Works in London auf Kiel gelegt, am 21. Juni 1898 vom Stapel gelassen. Beim Stapellauf kam es zu einem schweren Zwischenfall: Das Schiff erzeugt beim Zuwasserlassen eine hohe Welle, die eine Plattform zerstörte, auf der sich trotz Warnung der Polizei mehrere Hundert Besucher eingefunden hatten, um die Taufpatin, die Herzogin von York, zu sehen. 38 Menschen, meist Frauen und Kinder, kamen ums Leben. Vom Stapellauf wurden zufällig zwei Filme gedreht, die als weltweit erste filmische Dokumentationen eines schweren Unfalls gelten.
Die Albion wurde im Juni 1901 fertiggestellt. Die Baukosten betrugen 913.545 Pfund Sterling. Sie wurde am 25. Juni 1901 in Chatham unter dem Kommando von Kapitän W. W. Hewett für den Einsatz auf der China Station in Dienst gestellt, um die Barfleur abzulösen. 1905 ratifizierten das Vereinigte Königreich und Japan einen Bündnisvertrag, der die Notwendigkeit einer Präsenz der Royal Navy auf der China-Station verringerte, wodurch alle dortigen Schlachtschiffe angewiesen wurden, nach Großbritannien zurückzukehren. Infolgedessen wurde die Albion im Juni 1905 aus China abberufen und verließ Hongkong in Richtung Singapur. In Singapur traf die Albion mit ihren Schwesterschiffen Ocean, Vengeance sowie der Centurion zusammen und am 20. Juni 1905 nahmen die Schiffe Kurs in Richtung Plymouth. Nach ihrer Ankunft am 2. August 1905 wurde die Albion zur Kanalflotte abkommandiert. Am 26. September 1905 kollidierte sie vor Lerwick mit der Duncan, erlitt aber keine Schäden.

### Erster Weltkrieg
Mit dem Ausbruch des Krieges wurde die Albion dem 8. Schlachtgeschwader der Kanalflotte zugeteilt. Am 15. August 1914 wurde sie zum zweiten Flaggschiff des neuen 7. Schlachtgeschwaders. Am 21. August wurde sie nach St. Vincent entsandt, wo sie als Flaggschiff von Konteradmiral H. L. Tottenham die im Atlantik operierenden Kreuzergeschwader unterstützte. Am 3. September wurde sie nach Kap Verde abkommandiert, um dort ihr Schwesterschiff Canopus abzulösen. Im Oktober 1914 wurde die Albion zur Station am Kap der Guten Hoffnung in Südafrika verlegt, wo sie als ebenfalls als Wachschiff eingesetzt wurde. Nach dem Seegefecht bei Coronel am 1. November, in der ein britisches Kreuzergeschwader vom deutschen Ostasiengeschwader unter dem Kommando von Admiral Spee besiegt wurde, befahl die Royal Navy allen Seestreitkräften in der Region, sich zu sammeln. Dazu gehörte auch die Albion sowie die Panzerkreuzer Defence, Carnarvon und Cornwall. Außerdem wurden zwei Schlachtkreuzer, die Invincible und die Inflexible, abkommandiert, um Spees Geschwader aufzuspüren und zu vernichten. Anschließend nahm sie von Dezember 1914 bis Januar 1915 an den alliierten Operationen gegen Deutsch-Südwestafrika teil.

#### Schlacht von Gallipoli
Am 1. Februar 1915 wurde das Schiff in die Dardanellen beordert, wo es an der Bombardierung der Befestigungen am Eingang der Dardanellen teilnahm. Dabei schloss sie sich den Schlachtkreuzer des Mittelmeergeschwaders, Indomitable und Indefatigable, sowie die veralteten französischen Schlachtschiffe Suffren und Vérité an, um die osmanischen Verteidigungsanlagen zu testen. Sobald die Schiffe die ersten Verteidigungslinien überwunden hatten, sollten sich weitere Schiffe anschließen. Doch aufgrund des heftigen osmanischen Widerstands kam der Angriff ins Stocken, bevor die Albion ihren Teil der Operation beginnen konnte. Dennoch konnte sie zusammen mit dem geschützten Kreuzer Amethyst mehrere Seeminen zerstören. Am 26. Februar, nachdem die äußeren Verteidigungsanlagen am Kap Helles und Kumkale zerstört waren, fuhr die Albion zusammen mit der Majesitc und der Triumph als erstes Schiff in die Meerenge ein. Gegen 9:14 Uhr begannen die drei Schiffe die halbzerstörten Befestigungen am Kap Helles und Kum Kale von innerhalb der Dardanellen zu beschießen. Der Albion wurde außerdem befohlen, den Beobachtungsposten und die Torpedostation unterhalb der stillgelegten De-Tott-Batterie zu zerstören. Im Laufe des Vormittags konnten die Schiffe weiter in die Meerenge einlaufen und dabei die Hauptbefestigungen bei Dardanos beschießen. Gegen 15 Uhr gerieten die Schiffe in schweres Feuer, und nachdem die Majestic unter der Wasserlinie getroffen wurde, befahl Admiral John de Robeck, den Angriff abzubrechen.
Am 28. Februar nahm die Albion an einem weiteren Versuch teil, die osmanischen Verteidigungsanlagen auszuschalten. Sie und die Triumph hatten die Aufgabe, die Festung Dardanus zu neutralisieren, die noch immer Widerstand leistete, während die Majestic und die Ocean sie bei der Bekämpfung der mobilen Feldgeschütze unterstützten. Als sich die Albion und die Triumph Dardanus näherten, gerieten sie unter schweren Beschuss durch osmanische Geschütze von der Befestigung Eren Köy auf der europäischen Seite der Meerenge und waren gezwungen, zu kreisen, um nicht getroffen zu werden. Da sie unter diesen Bedingungen nicht in der Lage waren, Dardanus anzugreifen, eröffneten die Schiffe stattdessen das Feuer auf die Geschütze in Eren Köy, was zunächst wirksam zu sein schien, da das osmanische Feuer nachließ. Doch als sich die Ocean und die Majestic näherten, um Dardanus anzugreifen, eröffneten die Türken aus Erenköy erneut das Feuer und de Robeck befahl erneut den Rückzug.
Am 3. März unterstützte die Albion eine weitere Operation, bei der sie, zusammen mit der Triumph und der Prince George einen Trupp Royal Marines bei Sedd el Bahr anlanden sollte. Schweres Wetter verzögerte den Beginn des Angriffs, doch verlief die Landung ohne Zwischenfälle und mehrere moderne 15-Pfünder-Kanonen konnten zerstört werden. Zwei Tage später führte die Albion zusammen mit mehreren britischen und französischen Schiffen einen indirekten Feuertest durch, um die Reichweiten zu ermitteln, bei denen die Osmanen nicht mehr in der Lage sein würden zu antworten. Doch trotz vierstündiger Bombardierung blieb der Angriff fast ohne Wirkung.

##### Hauptangriff am 18. März
In der Nacht auf den 18. März hatte der osmanische Minenleger Nusret ohne Wissen der Briten und Franzosen eine Reihe von Minen von Kephez quer über die Spitze der Bucht von Eren Köy gelegt. Der britische Plan für den 18. März sah vor, die verbleibenden Verteidigungsanlagen um die Meerenge zu überwinden und anschließend ins Schwarze Meer einlaufen zu können. Die Schlachtschiffe wurden in drei Linien aufgestellt, zwei britische und eine französische, mit Unterstützungsschiffen an den Flanken und zwei Schiffen in Reserve. Gleichzeitig führten Transportschiffe außerhalb der Meerenge eine vorgetäuschte Anlandung durch. Wodurch man sich die Bindung der osmanischen mobilen Geschütze erhoffte. Die erste britische Linie eröffnete gegen 11:00 Uhr das Feuer in der Bucht von Eren Köy. Kurz nach Mittag befahl de Robeck der französischen Linie, die Verteidigungsanlagen bei den Narrows anzugreifen. Das osmanische Feuer begann seinen Tribut zu fordern, und die Gaulois, Suffren, Agamemnon und die Inflexible wurden getroffen. Als die Bouvet um 13:54 Uhr auf eine Mine traf, versuchten die Albion und mehrere andere Schlachtschiffe, die osmanischen Geschütze zum Schweigen zu bringen, die auf die Boote schossen, die zur Rettung der Besatzung der Bouvet unterwegs waren.

### Anlandungen in Gallipoli
Am 22. März, vier Tage nach dem gescheiterten Versuch der Marine, wurde beschlossen, die Infanterie einzusetzen, um die Halbinsel einzunehmen und die Festungen zu erobern. Die Vorbereitungen für die Landung dauerten einen Monat, was den osmanischen Verteidigern ausreichend Zeit zur Verstärkung gab. Die britischen Planer unterschätzten die Osmanen und gingen davon aus, dass die Invasion schnell beendet sein würde. Am Morgen des 25. April, als die Landung begann, eröffnete die Albion gegen 4:30 Uhr das Feuer auf die Anhöhen über dem Strand, doch gegen 5:30 Uhr verhinderten starker Rauch und Nebel die Beobachtung der Ziele, so dass sie das Feuer einstellte. Nachdem die alliierten Streitkräfte an Land gegangen waren, unterstützte die Albion deren Vormarsch auf das Dorf Sedd el Bahr, musste aber mit dem Eindringen alliierter Truppen gegen 7:30 Uhr erneut das Feuer einstellen. Anschließend griff sie die Verteidigungsstellungen an Landungsabschnitt W an. Aber der massive Widerstand der Osmanen verhinderte eine erfolgreiche Anlandung. Am 28. April 1915 nahm sie an einem Angriff auf Krithia teil, der von fünf französischen Kriegsschiffen angeführt und von vier weiteren britischen Kriegsschiffen unterstützt wurde. Dabei wurde die Albion von den osmanischen Küstenbatterien schwer beschädigt und musste sich zur Reparatur nach Mudros zurückziehen. Nach dem Abschluss der Arbeiten nahem sie die Angriffe wieder auf, wurde aber am 2. Mai 1915 erneut von osmanischen Batterien auf der asiatischen Seite der Meerenge beschossen, was weitere Reparaturen in Mudros nach sich zog. In der Nacht vom 22. zum 23. Mai 1915 strandete die Albion auf einer Sandbank vor Gaba Tepe und geriet unter schweren Beschuss durch osmanische Geschütze. Etwa 200 Splittergranaten trafen das Schiff, konnten aber die Panzerung nicht durchdringen und richteten keinen ernsthaften Schaden an. Nachdem man versucht hatte, sie durch Gewichtsreduzierung und Nutzung des Rückstoßes beim gleichzeitigen Abfeuern der Hauptgeschütze zu befreien, wurde sie am 24. Mai 1915 von ihrem Schwesterschiff Canopus zur Reparatur und Überholung nach Malta geschleppt.

### Griechenland
Ende September, nachdem Bulgarien auf Seiten der Mittelmächte in den Krieg eingetreten war, verhandelten Großbritannien und Frankreich mit Griechenland über die Anlandung eines Expeditionskorps in Saloniki, um von dort Bulgarien anzugreifen. Am 4. Oktober 1915 traf die Albion in Saloniki ein und wurde Teil des 3. Freien Geschwaders, das die französische Marine bei der Blockade der griechischen und bulgarischen Küsten unterstützen und die Suezkanalpatrouille verstärken sollte.

### Anschließende Aktivitäten
Im April kehrte sie in die Heimat zurück und wurde anschließend als Wachschiff vor Queenstown eingesetzt. Im Mai wurde die Albion in Devonport für eine Überholung ausgemustert und nach dem Abschluss der Arbeiten an die britische Ostküste vor Lincolnshire abkommandiert. Im Oktober 1918 wurde sie zu einem Kasernenschiff umgerüstet und im August 1919 von der Marineliste gestrichen. Am 11. Dezember 1919 wurde sie schließlich für 32.755 Pfund an T. W. Ward zum Abwracken verkauft.